# Gsteigwiler
Gsteigwiler je obec v kantonu Bern, v okrese Interlaken-Oberhasli. Žije zde 404 obyvatel.

## Geografie

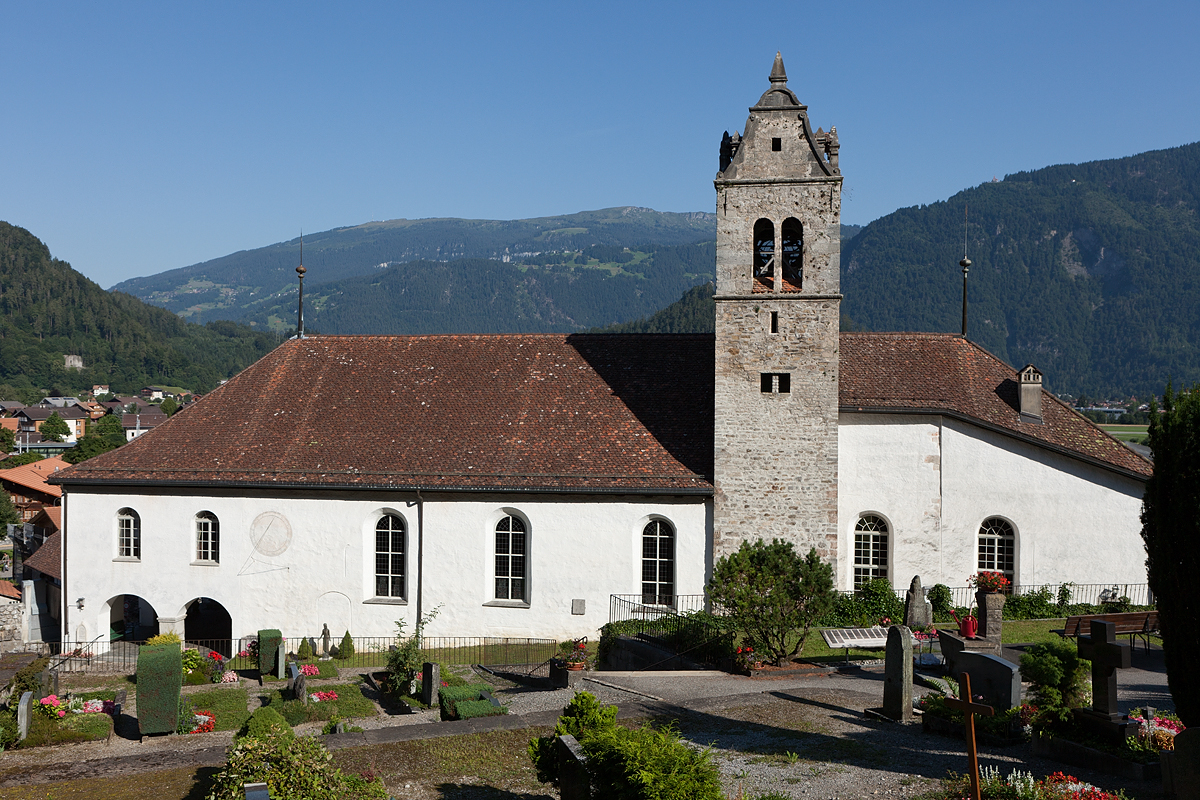
Kostel v obci

Gsteigwiler leží v pohoří Berner Oberland v údolí na úpatí masivu Schynige Platte. Sousedními obcemi ve směru hodinových ručiček od severu jsou Matten bei Interlaken, Bönigen, Gündlischwand a Wilderswil. Údolím protéká řeka Lütschine.

## Historie
Obec je poprvé zmiňována roku 1333 jako Wiler. Ve středověku byla oblast lénem v rukou rodiny z Wädenswilu, které bylo v roce 1310 spolu s lidmi, zbožím a právy převedeno na augustiniánské opatství v Interlakenu. Po sekularizaci kláštera připadla obec v roce 1528 Bernu a byla spravována panstvím Interlaken. Vesnice byla izolovaná do roku 1890, kdy byla postavena stanice Wilderswil na železnici Berner Oberland-Bahn. V roce 1892 byla z Wilderswilu, přes Gsteigwiler, ale bez stanice, postavena ozubnicová železnice Schynige Platte Bahn.

## Obyvatelstvo
| Rok            | 1764 | 1850 | 1900 | 1930 | 1950 | 2000 |
| Počet obyvatel | 129  | 425  | 451  | 328  | 359  | 477  |

V roce 2010 žilo v obci 8,2 % cizích státních příslušníků. Podle údajů z roku 2000 mluvilo 96,9 % obyvatel německy. Ke švýcarské reformované církvi se hlásilo v roce 2000 68,8 % obyvatel.

## Doprava
Údolím prochází trať dráhy Berner Oberland Bahn z Interlakenu do Zweilütschinenu, obec Gsteigwiler však nemá železniční stanici/zastávku. Do Wilderswilu a Interlakenu jezdí každou hodinu autobusová linka, kterou provozuje společnost Postauto. Pro cestovní ruch je částečně využíván také heliport švýcarských vrtulníků jižně od obce.

## Fotogalerie

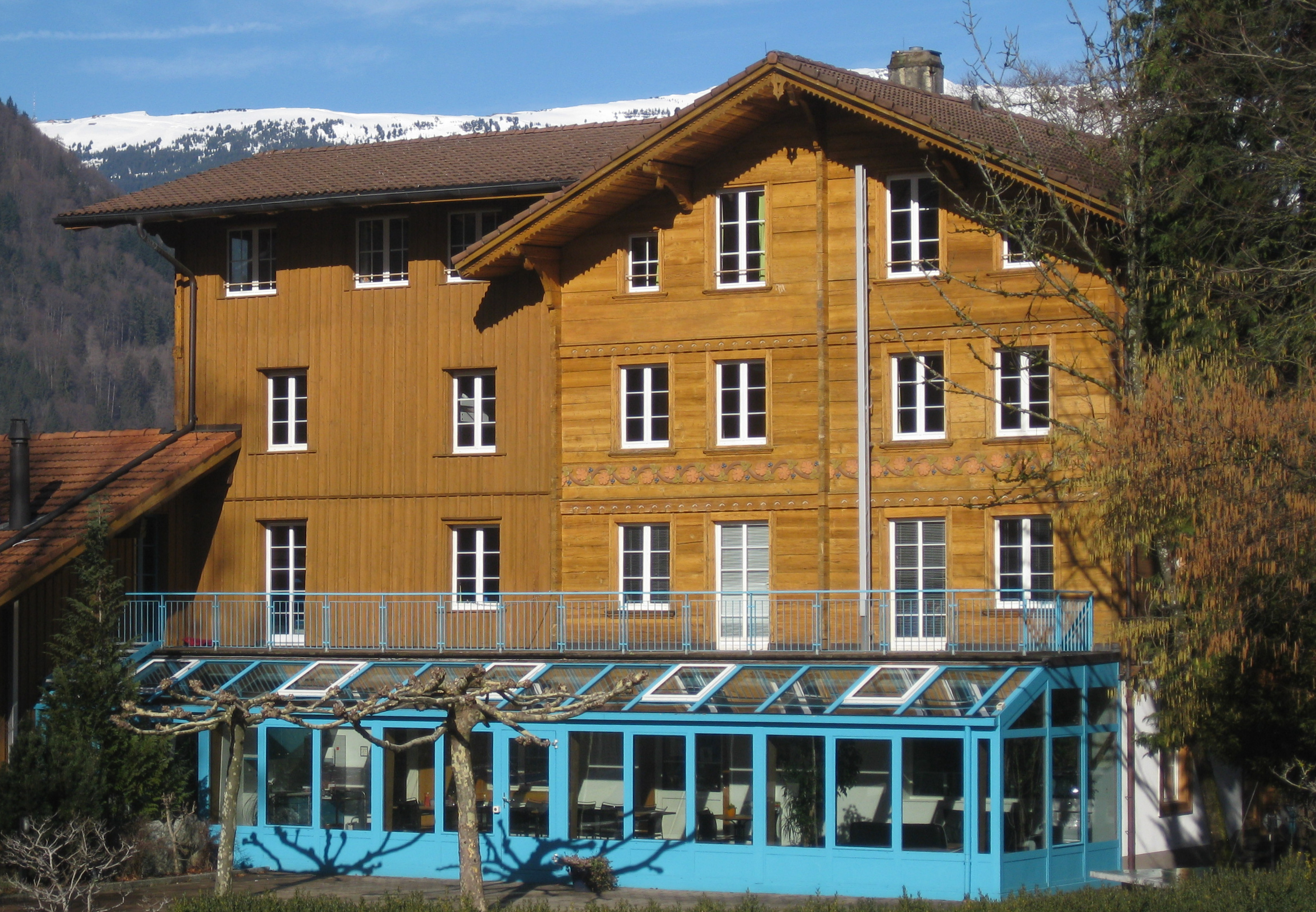
Křesťanský internát
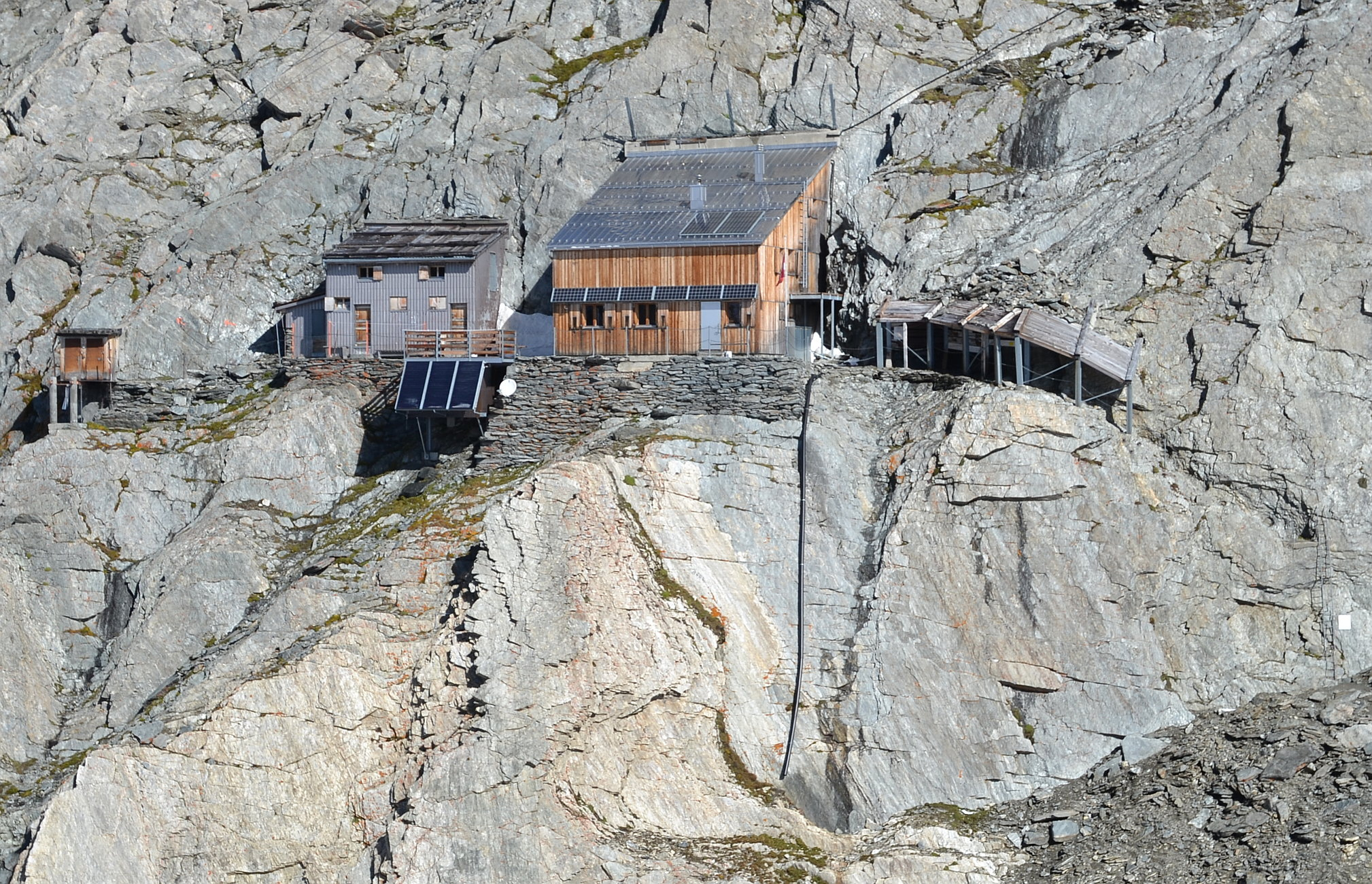
Oberaarjochhütte
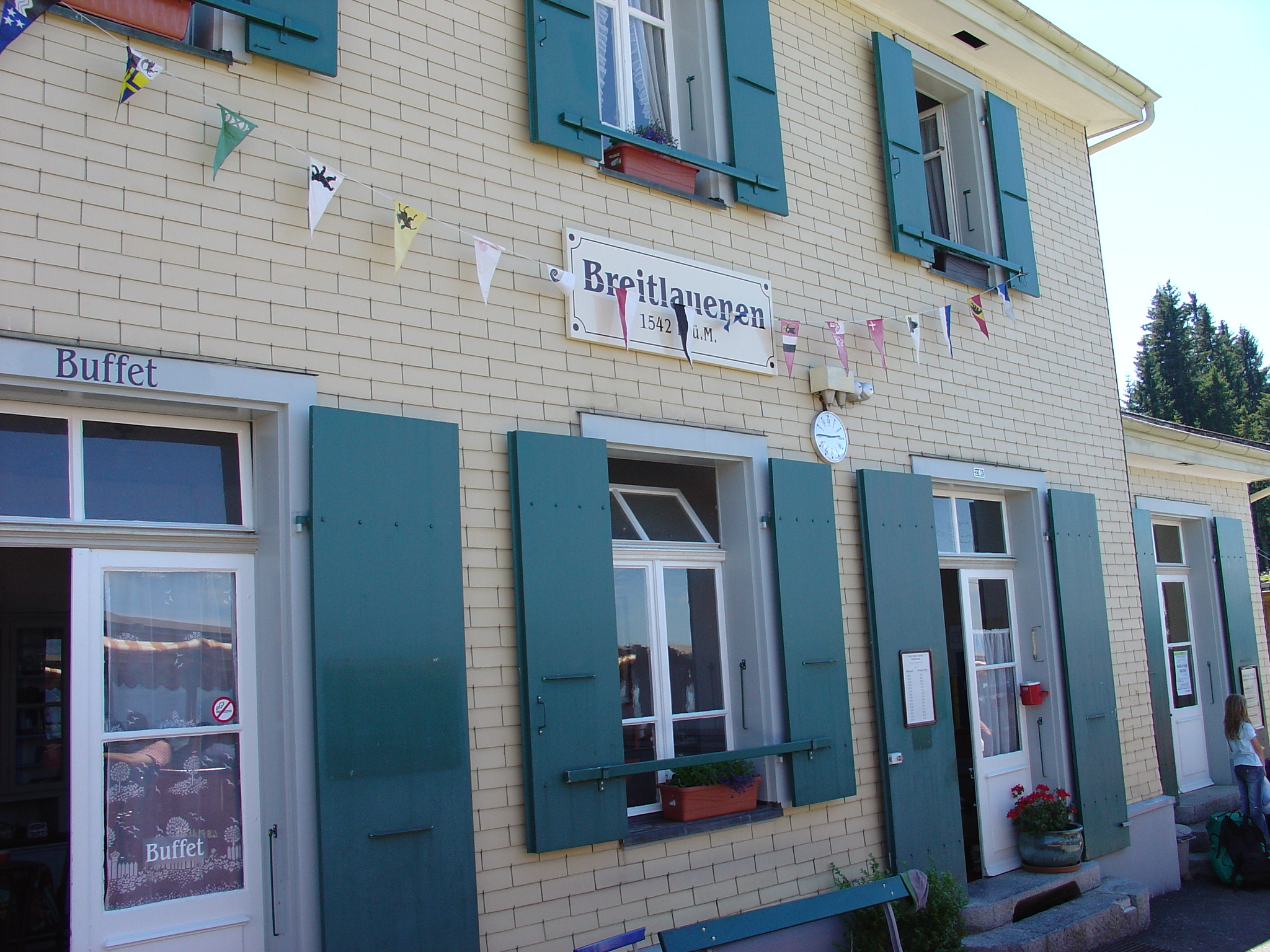
Železniční stanice Breitlauenen na Schnynige Platte Bahn
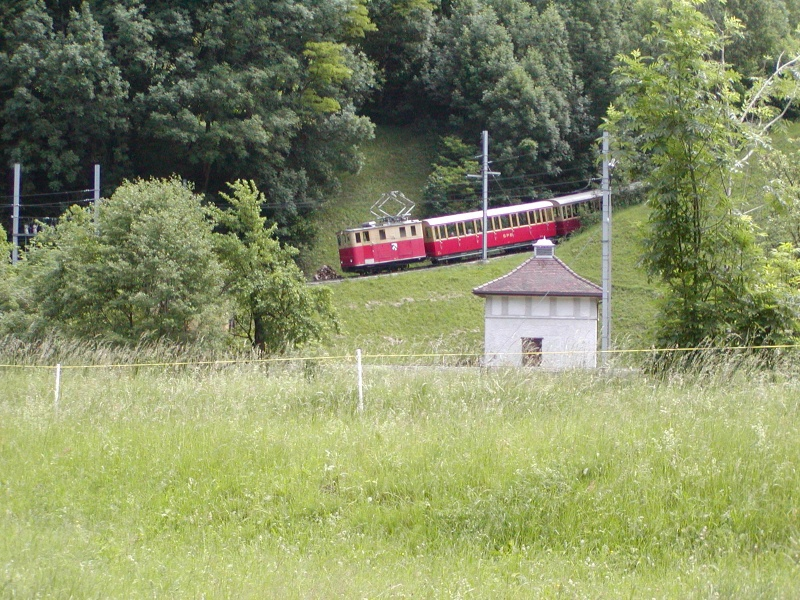